# Johan Richter (uppfinnare)

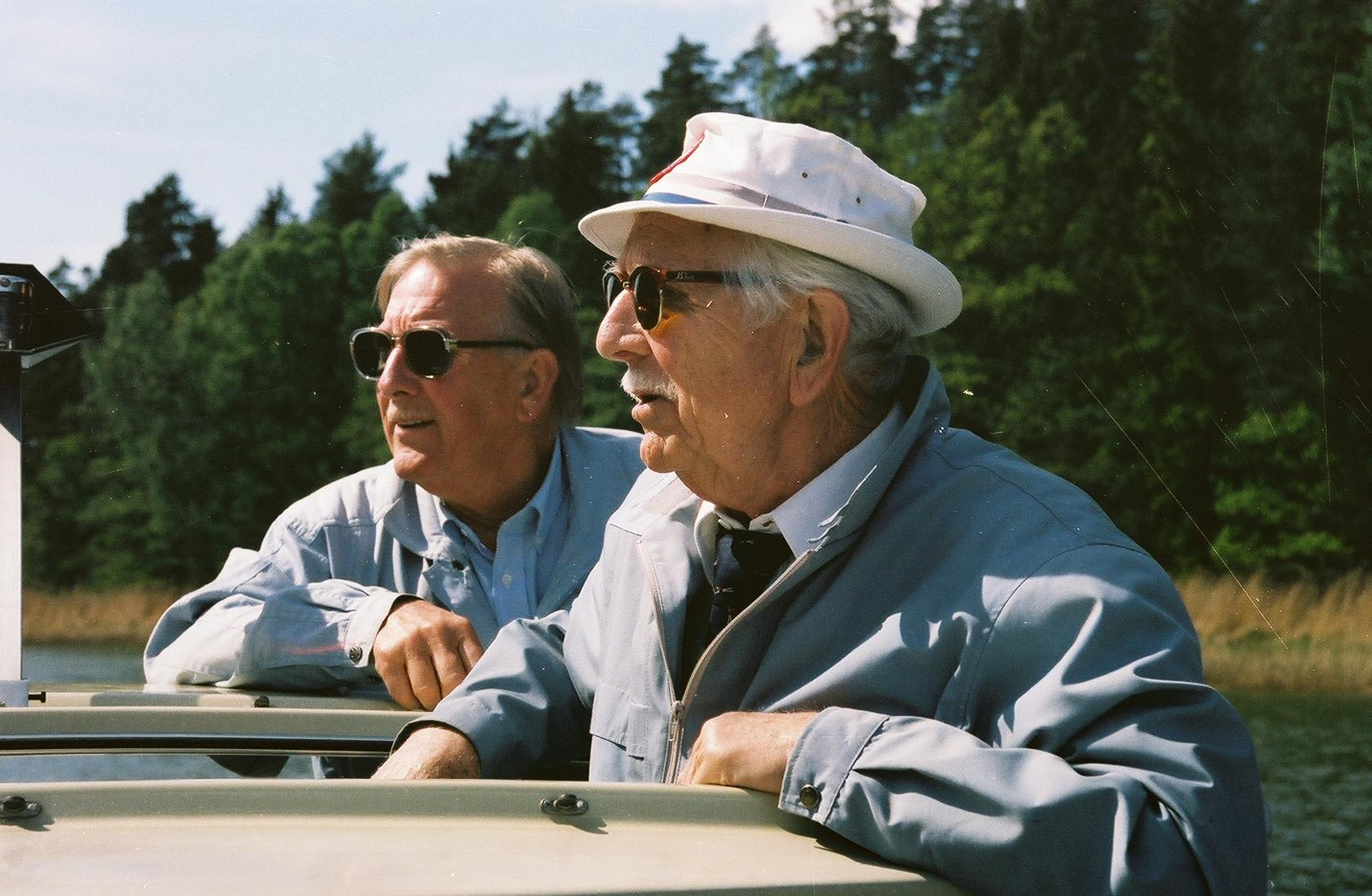
Johan Richter och sonen Ole på båttur i Stockholms skärgård 1989.

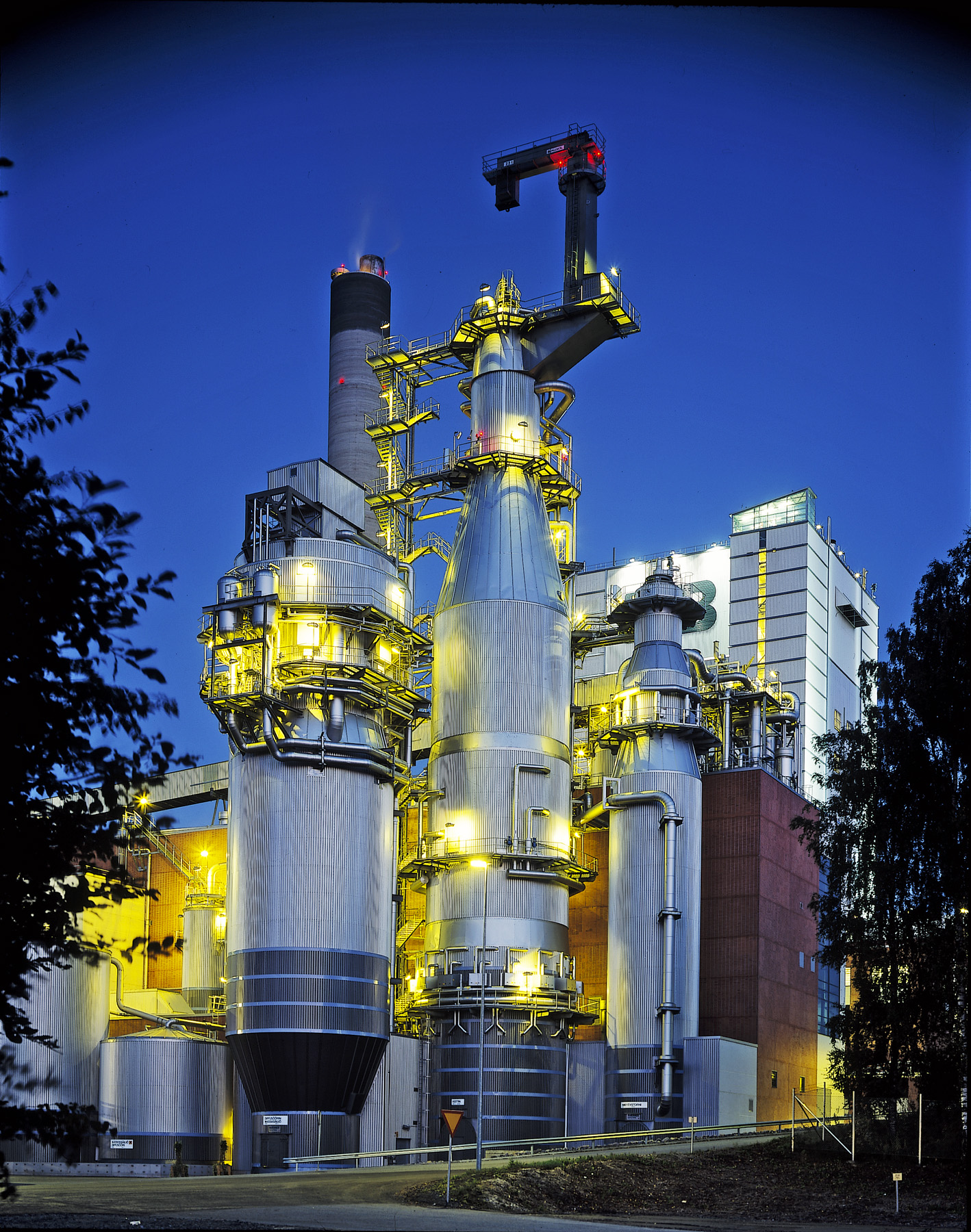
Det höga tornet i mitten är en typisk Richterdesignad kokare för pappersmassa. Cylindern till höger är förbearbetning och silon till vänster är för mellanlagring.

Johan Christoffer Fredrik Carl Richter, född 12 november 1901 i Lier, Buskerud, Norge, död 13 juni 1997 i Oslo, var en norsk ingenjör, företagsledare och uppfinnare inom produktion av pappersmassa. Ett bolag – Kamyr i Karlstad – byggdes upp baserat på hans konstruktioner. Han var gift med Astri Rören (1908–92) och fick två söner, Ole Johan (född 1929) och Einar Christian (1932–97).

## Uppväxt och bakgrund
Kort efter Richters födelse flyttade familjen till Narvik, där han växte upp. Richters far blev disponent vid LKAB som skeppade ut svensk malm via Narvik. Richter gick från 1919 i skola i Trondheim. År 1924 blev han diplomingenjör på maskinlinjen på Norges tekniske høgskole (NTH). Efter detta tog han anställning i södra Frankrike, där han arbetade med konstruktion av turbiner och pumpar. I Frankrike mötte han även sin blivande fru, Astri. Richter återvände 1929 till Norge, där han tog anställning på Thunes Mekaniske Verksted i Oslo och fortsatte att arbeta med avancerade turbiner för vattenkraftverk, men också med ett projekt inom blekning av pappersmassa. År 1932, under den stora depressionen, blev han uppsagd.
Johan Richter rekryterades då för att utveckla sina idéer om blekningsprocess till en linje av produkter. Kamyr startades som ett utvecklings- och säljbolag ägt av Myrens Verksted och Karlstads Mekaniska Werkstad (KMW). Richter flyttade med sin familj till Karlstad.

## Uppfinnaren och företagsledaren
I mitten av 1930-talet lanserade Kamyr sin nya kontinuerliga blekningsprocess som hade utvecklats och patenterats av Richter. Bolaget blev världsledande och sålde system framgångsrikt i hela världen.
Richter föreslog då att man skulle ge sig på en större utmaning. Att utveckla en process for att koka pappersmassa i en kontinuerlig process.  Det visade sig dock vara väsentligt mer komplicerat än med blekningstekniken. År 1940 byggde Kamyr en försöksanläggning i Kalix. Det tog ytterligare tio års utvecklingsarbete innan till slut ytterligare en fullskalig installation gjordes i Fengersfors i Dalsland 1950. Den anläggningen kunde koka trettio ton pappersmassa per dag utan avbrott. Idag kokar Richters uppfinning i senaste modell 5 000 ton per dag. Denna process och den kontinuerliga blekningen av var en förutsättning för att pappersbruk världen över kunde övergå till att producera papper kontinuerligt utan avbrott och med betydligt jämnare kvalitet.
År 1950 blev Richter VD för Kamyr AB samtidigt som han fortsatte vara direkt ansvarig för teknikutvecklingen. År 1959 lämnade Richter VD-skapet men verkade vid bolaget som konsult (Chief Technology Advisor) fram till 1997. När han lämnade hade han mer än 750 patent registrerade i sitt eget namn. Sista patentansökningarna gjorde han 1993 vid 88 års ålder.. Kamyr är sedan början av 2000-talet en del av Valmet och fortfarande (2017) en av de dominerande leverantörerna till massa- och pappersindustrin i världen, mycket baserat på Richters teknik att tillverka pappersmassa.

## Utmärkelser och erkännanden
- Hedersdoktor vid Kungliga Tekniska Högskolan 1977 (KTH), Stockholm (Lista över hedersdoktorer vid KTH)
- Hedersmedlem i Papirindustriens Tekniske Forening, Norge
- Hedersledamot av Norges Tekniske Vitenskapsakademi
- Utländsk ledamot av Kungliga Ingenjörsvetenskapsakademien 1976
- Kungliga Ingenjörsvetenskapsakademiens guldmedalj, 1963. För hans utveckling av metoder för kontinuerlig cellulosakokning.[4]
- Ekmanmedaljen tilldelad 1958 av Svenska Pappers- och Cellulosaingeniörsföreningen
- TAPPI (Technical Association of the Pulp and Paper Industry), global organisation, teknikpris 1966. Fick även själva priset uppkallat efter sig.[5]
- Tappi Gunnar Nicholson Gold Medal, TAPPI’s highest honor.
- Riddare av den italienska förtjänstorden 1 klass. (Ordine al Merito della Repubblica Italiana)
- Riddare av 1:a klass i St. Olavs Orden, 1967, Oslo
- Ett stort antal internationella medaljer[källa behövs]
- Invald i pappersindustrins Hall of Fame, 2009, Paper Valley, Appleton i Wisconsin, USA

## Trivia
Johans Richters barnbarn Agneta Dahlfors-Richter är professor i mikrobiologi vid Karolinska Institutet och har där startat upp Institutionen för neurovetenskap.. Hon ligger självständigt - och i gruppering - bakom flera innovationer som har fått patent eller som är under ansökan, bland annat en konstgjord nervcell.